# Vía 40
La Vía 40 es una avenida de Barranquilla y una de las principales rutas de desarrollo urbano y económico de la ciudad, dado que sobre ella se asienta su zona industrial. Conecta el centro con el norte de la ciudad, y ofrece acceso a la zona portuaria, industrial y comercial, y al aeropuerto Ernesto Cortissoz.La Vía 40 forma el anillo vial de la ciudad ya que está interconectada con la avenida Circunvalación y la calle 30.
La Vía 40 sirve de escenario de los principales desfiles del carnaval de Barranquilla desde 1991, por lo que en el contexto de la fiesta se denomina "cumbiódromo".

## Denominación
Debe su nombre a dos factores: no es ni calle ni carrera, por eso se denominó "vía", y 40 por ser la prolongación de la calle 40 o Santander según la nomenclatura anterior a 1940. A principios del siglo XX era un camino llamado Veranillo, por estar en la ruta para llegar al hidropuerto Veranillo de los hidroaviones de la Scadta. También recibió el nombre de avenida Barlovento.

## Historia
En el siglo XIX, por los terrenos que ocupa la Vía 40 corría la vía férrea que conectaba a Barranquilla con los vecinos puertos de Sabanilla, Salgar y Puerto Colombia.
En 1944, un grupo de empresarios planteó a las Empresas Públicas Municipales la necesidad de pavimentar la zona industrial y aportaron el capital semilla para el proyecto. Los trabajos comenzaron en 1947.
La Vía 40 empalmó con la calle 72 en 1970.
En 1991, la Batalla de Flores y la Gran Parada del carnaval de Barranquilla, los dos eventos principales del festejo, pasaron a realizarse en la Vía 40, por lo que en el marco de la festividad la avenida se conoce como el "cumbiódromo".Sobre la calzada occidental se instalan los palcos, y en la calzada oriental desfilan las comparsas y carrozas. En la acera oriental se instalan minipalcos y sillas.
El alcalde Edgar George realizó el empalme de la Vía 40 con la calle 30 y la carrera 46 en 1997.
El gobernador del Atlántico, Eduardo Verano, la prolongó en asfalto hasta el corregimiento La Playa en 2010.
En 2018 el tramo norte de la Vía 40 fue sometido a una refacción en la que el Distrito invirtió COP$31.000 millones.

## Características

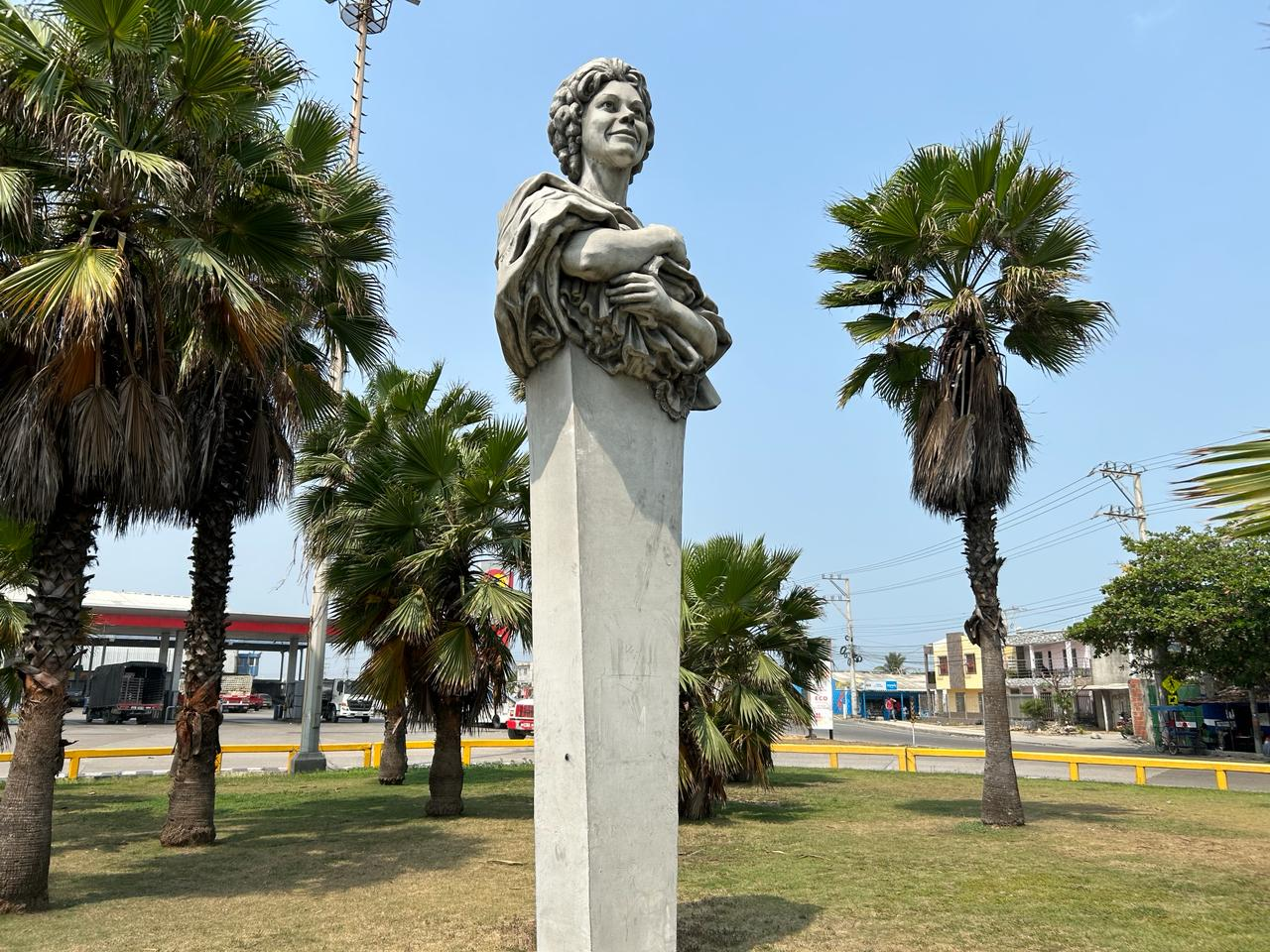
Glorieta Adela de Char, extremo norte de la Vía 40, donde empalma con la Circunvalación y la Circunvalar de la Prosperidad

La Vía 40 tiene una longitud de 8,5 km. Cuenta con dos calzadas en concreto rígido de 3 carriles cada una, separadas por un bulevar central. Cada calzada tiene un ancho aproximado de 10 metros, para un total de unos 20 m de ancho.
Su extremo sur es la intersección de la calle 30 con la carrera 46, y su extremo norte es su intersección con las avenidas Circunvalación y Circunvalar de la Prosperidad en la glorieta Adela de Char en el barrio Las Flores. Corre paralela a la margen occidental del río Magdalena, del que dista entre 100 m y 1 km según el tramo. Asimismo, corre paralela a la avenida del Río y al Gran Malecón, ambos adyacentes al río Magdalena.
En su recorrido hay empresas e instituciones como Kico, Smurfit, Team, la Escuela Naval ARC Barranquilla, la cárcel nacional Modelo, Corpacero, el parque comercial e industrial Vía 40, KIA Barranquilla, Mercedes Benz, iglesia San Judas Tadeo, iglesia Santa María del Mar, Mix Vía 40, Transportes Sánchez Polo, Pactia, Tronex, La Insuperable, Monómeros, Dupont, Lloreda Grasas, Gracetales, la antigua Aduana, la Intendencia Fluvial, Argos, el Centro de Eventos Puerta de Oro, así como diferentes complejos comerciales y empresariales.

#### Controversias
La Vía 40 ha tenido controversias como la congestión vial excesiva, deterioro de la infraestructura y contaminación ambiental.
El 21 de diciembre de 2022 en la Vía 40 hubo una emergencia por la explosión de los tanques de la empresa Bravo PetroleumEl fuego ardió y formó una nube de humo negro que disminuyó la calidad del aire en general de la ciudad. El incendio causó la muerte de un miembro de bomberos de Barranquilla y dos heridos.